# Coppa delle Alpi 1961
La Coppa delle Alpi 1961 è stata la seconda edizione del torneo omonimo a cui hanno partecipato le squadre dei campionati italiano e svizzero.
La coppa è stata vinta dall'Italia, che ha prevalso con 14 vittorie e 1 pareggio, contro una sola affermazione ed un pareggio delle squadre svizzere.
Alle squadre componenti la selezione italiana fu assegnata una coppa di dimensione ridotta. Gianfranco Petris della Fiorentina, con quattro reti segnate al Young Boys, fu il capocannoniere della coppa.

## Risultati
Partite d'andata disputate il 25 giugno, partite di ritorno disputate il 2 luglio.
| Squadra #1       | Squadra #2           | Andata | Ritorno |
| ---------------- | -------------------- | ------ | ------- |
| Brescia          | FC Lugano            | 3-2    | 2-1     |
| Lecco            | FC Lucerna           | 2-1    | 2-0     |
| Pro Patria       | FC Sciaffusa         | 2-1    | 5-2     |
| Reggiana         | Young Fellows Zurigo | 1-0    | 2-1     |
| FC Bellinzona    | Parma                | 1-2    | 1-3     |
| FC Biel          | Simmenthal Monza     | 1-4    | 1-4     |
| Grasshoppers     | Lazio                | 0-5    | 3-3     |
| Young Boys Berna | Fiorentina           | 3-2    | 3-6     |

## Classifica
|  |    | Classifica finale | Pt | G  | V  | N | P  | GF | GS |
|  | -- | ----------------- | -- | -- | -- | - | -- | -- | -- |
|  | 1. | Italia            | 29 | 16 | 14 | 1 | 1  | 48 | 21 |
|  | 2. | Svizzera          | 3  | 16 | 1  | 1 | 14 | 21 | 48 |